# شرکت نفت فیلیپس
شرکت نفت فیلیپس (به انگلیسی: Phillips Petroleum Company) شرکت نفت آمریکایی است، که در سال ۱۹۱۷ توسط فرانک فیلیپس و برادرش ال. ای. فیلیپس در شهر بارتلسویل، اکلاهما تأسیس شد.
در سال ۱۹۶۶ شرکت فیلیپس، شرکت نفت تایدواتر را خریداری کرد، سپس دو شرکت با هم ادغام شدند و شرکت جدید، به "فیلیپس ۶۶" تغییر نام پیدا کرد. در تاریخ ۳۰ اوت ۲۰۰۲ شرکت کونوکو و شرکت فیلیپس با هم ادغام شدند و شرکت کونوکو فیلیپس تشکیل شد.
شرکت نفت فیلیپس بیشتر با نام تجاری فیلیپس ۶۶ شناخته می‌شود و این درحالی است که فیلیپس ۶۶ تنها یکی از برندهای شرکت نفت فیلیپس می‌باشد.